# Línea 3 (EMT Fuenlabrada)
La línea 3 de la EMT de Fuenlabrada, también denominada Circular Roja, es una línea circular que une diversos puntos de Fuenlabrada en el sentido horario. El sentido contrario lo proporciona la línea 2 (Circular Verde).

## Características
Esta línea surgió en 1984, con la creación de la EMT de Fuenlabrada, denominándose Circular Roja.
Del 7 de noviembre de 2023 al 28 de enero de 2024, la línea estableció su cabecera de regulación junto al centro comercial Nexum. Desde esa fecha, su cabecera vuelve a situarse en el barrio El Naranjo, previo paso por el citado centro comercial.
La línea no mantiene los mismos horarios todo el año, desde el 1 de julio al 31 de agosto se reducen el número de expediciones, además de los días excepcionales vísperas de festivo y festivos de Navidad en los que los horarios también cambian y se reducen.
Está operada por la EMT de Fuenlabrada mediante la concesión administrativa URCM-058 - Urbano de Fuenlabrada (Urbanos Comunidad de Madrid) del Consorcio Regional de Transportes de Madrid.

## Horarios

### 1 septiembre - 30 junio
| Lunes a viernes laborables                                                 |             |             |             |             |             |             |             |             |             |             |             |             |             |             |       |       |    |
| L3 Circular Roja: El Naranjo (C/ Galicia) > Av. Francisco Javier Sauquillo |             |             |             |             |             |             |             |             |             |             |             |             |             |             |       |       |    |
| 06                                                                         | 07          | 08          | 09          | 10          | 11          | 12          | 13          | 14          | 15          | 16          | 17          | 18          | 19          | 20          | 21    | 22    | 23 |
| 40                                                                         | 00 15 30 45 | 00 15 30 45 | 00 15 30 45 | 00 15 30 45 | 00 15 30 45 | 00 15 30 45 | 00 15 30 45 | 00 15 30 45 | 00 15 30 45 | 00 15 30 45 | 00 15 30 45 | 00 15 30 45 | 00 15 30 45 | 00 15 30 45 | 00 30 | 00 30 | 00 |
| Sábados laborables, domingos y festivos                                    |             |             |             |             |             |             |             |             |             |             |             |             |             |             |       |       |    |
| L3 Circular Roja: El Naranjo (C/ Galicia) > Av. Francisco Javier Sauquillo |             |             |             |             |             |             |             |             |             |             |             |             |             |             |       |       |    |
|                                                                            | 07          | 08          | 09          | 10          | 11          | 12          | 13          | 14          | 15          | 16          | 17          | 18          | 19          | 20          | 21    | 22    | 23 |
|                                                                            | 50          | 10 30 50    | 10 30 50    | 10 30 50    | 10 30 50    | 10 30 50    | 10 30 50    | 10 30 50    | 10 30 50    | 10 30 50    | 10 30 50    | 10 30 50    | 10 30 50    | 10 30 50    | 10 30 | 00 30 |    |

### 1 julio - 31 agosto
| Lunes a viernes laborables                                                 |          |          |          |          |          |          |          |          |          |          |          |          |          |          |       |       |    |
| L3 Circular Roja: El Naranjo (C/ Galicia) > Av. Francisco Javier Sauquillo |          |          |          |          |          |          |          |          |          |          |          |          |          |          |       |       |    |
| 06                                                                         | 07       | 08       | 09       | 10       | 11       | 12       | 13       | 14       | 15       | 16       | 17       | 18       | 19       | 20       | 21    | 22    | 23 |
| 40                                                                         | 00 20 50 | 10 30 50 | 10 30 50 | 10 30 50 | 10 30 50 | 10 30 50 | 10 30 50 | 10 30 50 | 10 30 50 | 10 30 50 | 10 30 50 | 10 30 50 | 10 30 50 | 10 30 50 | 10 30 | 00 30 |    |
| Sábados laborables, domingos y festivos                                    |          |          |          |          |          |          |          |          |          |          |          |          |          |          |       |       |    |
| L3 Circular Roja: El Naranjo (C/ Galicia) > Av. Francisco Javier Sauquillo |          |          |          |          |          |          |          |          |          |          |          |          |          |          |       |       |    |
| 06                                                                         | 07       | 08       | 09       | 10       | 11       | 12       | 13       | 14       | 15       | 16       | 17       | 18       | 19       | 20       | 21    | 22    | 23 |
|                                                                            | 50       | 15 40    | 05 30 55 | 20 45    | 10 35    | 00 25 50 | 15 40    | 05 30 55 | 20 45    | 10 35    | 00 25 50 | 15 40    | 05 30 55 | 20 45    | 10 35 | 00 25 |    |

Paso por la avenida de Francisco Javier Sauquillo aproximadamente 30 minutos después de su salida. Duración del recorrido circular completo aproximadamente 40 minutos.

## Recorrido y paradas
| Código | Parada                                      | Común con                     | Conexiones con Metro y Cercanías |
| ------ | ------------------------------------------- | ----------------------------- | -------------------------------- |
| 07692  | Galicia - El Naranjo                        | 1 2 13                        |                                  |
| 07695  | Galicia - Colegio                           | 1 2 13 491                    |                                  |
| 07696  | Galicia - Kiosco                            | 1 2 13 491                    |                                  |
| 07707  | Avilés - Centro de salud                    |                               |                                  |
| 07708  | Av. Cantabria - Castilla La Vieja           |                               |                                  |
| 07711  | Castilla La Vieja - Soria                   |                               |                                  |
| 07713  | Av. España - Castilla La Vieja              | 493                           |                                  |
| 07715  | Av. España - Castilla-La Mancha             | 493                           |                                  |
| 07762  | Av. España - Valencia                       | 493                           |                                  |
| 12790  | Barcelona - Est. La Serna                   |                               | La Serna                         |
| 07756  | Avenida de los Andes - Leganés              | 492                           |                                  |
| 07758  | Callao - Avenida de los Andes               | 492                           |                                  |
| 07761  | Callao - Escuela de Música                  | 492                           |                                  |
| 07765  | Callao - Centro de salud                    | 492                           |                                  |
| 07770  | Av. Estados - Parque de los Estados         | 6 471 492                     | Parque de los Estados            |
| 10881  | Av. Estados - Brasil                        | 6 471 492                     |                                  |
| 11058  | Brasil - Uruguay                            | 6 471 492                     |                                  |
| 07784  | Av. Fco. Javier Sauquillo - Valdemoro       | 1 2 492                       |                                  |
| 07773  | Av. Fco. Javier Sauquillo - Castillejos     | 1 2 492                       |                                  |
| 07751  | Leganés - Humilladero                       | 1 4 6 468 471 491 492 497 526 |                                  |
| 07749  | Luis Sauquillo - Grecia                     | 2 4 6 468 471                 | Fuenlabrada Central              |
| 07746  | Panaderas - Plaza Miraflor                  | 496 497                       |                                  |
| 07743  | Comunidad de Madrid - Panaderas             | 4 496 497                     |                                  |
| 07742  | Comunidad de Madrid - Pza. Valdehondillo    | 4 496 497                     |                                  |
| 10513  | Teide - Polígono industrial de La Estación  | 492 496 497                   |                                  |
| 19192  | Mónaco - Turquía                            |                               |                                  |
| 07733  | Portugal - Urb. Sombras Blancas             | 496 497                       |                                  |
| 07732  | Portugal - Turquía                          | 491 492                       |                                  |
| 07731  | Portugal - Galerías Comerciales             | 491 492 496                   |                                  |
| 11173  | Francia - Paseo de Setúbal                  | 1 2 4 493                     |                                  |
| 12638  | Camino del Molino - Hospital de Fuenlabrada | 1 2 4 496                     | Hospital de Fuenlabrada          |
| 12630  | Camino del Molino - Hospital de Fuenlabrada | 1 2 4 468 496                 | Hospital de Fuenlabrada          |
| 11174  | Francia - Paseo de Setúbal                  | 1 2 4 493                     |                                  |
| 07726  | Francia - Av. Naciones                      | 2 4 492 493                   | Parque Europa                    |
| 07721  | Av. Naciones - Móstoles                     | 4 493                         |                                  |
| 07717  | Móstoles - Mirasierra                       | 1 491 493 526                 |                                  |
| 07703  | Móstoles - Colegio                          | 1 491 492 526                 |                                  |
| 17790  | Móstoles - Oviedo                           | 526                           |                                  |
| 08172  | Móstoles - Pol. Ind. Vereda del Tempranar   | 2 526                         |                                  |
| 21137  | Almendro - C. C. Nexum                      |                               |                                  |
| 08173  | Móstoles - Pol. Ind. Restaurante            | 2 526                         |                                  |
| 07698  | Galicia - Centro de día                     | 1 491 492                     |                                  |
| 07697  | Galicia - Farmacia                          | 1 2 491                       |                                  |
| 07694  | Galicia - Colegio                           | 1 2 491                       |                                  |